# Ропп, Эдвард фон
Э́дуард Михаэль Иоганн Мария фон Ропп (нем. Eduard Michael Johann Maria Baron von der Ropp, пол. Edward Ropp, в русских документах Эдуард Юльевич Ропп; 2 декабря 1851, Ликсна — 25 июля 1939, Познань) — церковный и политический деятель Литвы, Польши и России. Католический епископ Тирасполя (1902—1903), затем епископ Виленский (1903—1905) и митрополит Могилёвский (1917—1919).

## Биография
Родился 2 декабря 1851 года в Ликсне близ Динабурга (ныне Латвия) в знатной дворянской семье, его мать была дочерью вице-губернатора Вильно. После личной трагедии (трагически погибла его невеста) принял решение о том, что станет священником. Окончил католическую духовную семинарию в Ковне (ныне г. Каунас, Литва), а затем юридический факультет Санкт-Петербургского университета. Был помещиком Свенцянского уезда Виленской губернии. Рукоположён в священники 20 июля 1886 года.
С 1893 года декан Курляндии с резиденцией в Либаве. 9 апреля 1902 года назначен папой Львом XIII епископом Тирасполя с резиденцией в Саратове. 9 ноября 1903 г. папой римским Пием Х был назначен епископом виленским. 13 июня 1904 г. был интронизирован в новой должности в кафедральном соборе Св. Станислава в Вильне.
25 июля 1904 г. Эдвард Ропп открыл новый костёл в местечке Кобыльник (Нарочь) Свенцянского уезда.

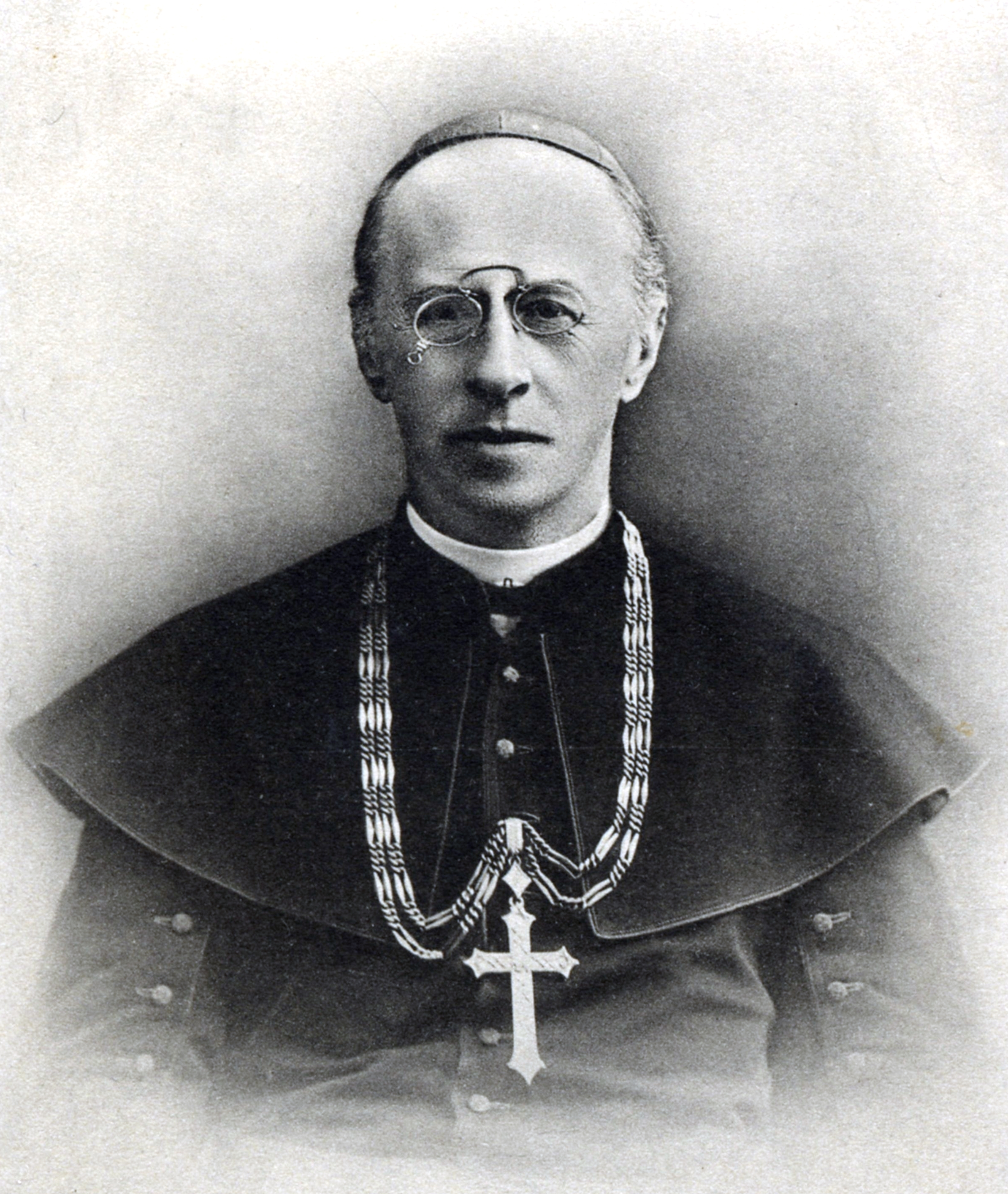
Барон Ропп, 1906

Один из организаторов и председатель, созданной в Вильне польской католической демократической партии (иначе конституционно-католической; 1906). В начале 1906 года основал газету «Nowine Wilenskie» («Вильнюсские новости»), в 1906-09 годах владел газетой «Kurier Litewski».
В 1906 году был избран депутатом Государственной думы Российской империи I созыва от Виленской губернии. Был членом группы Западных окраин. Активно противодействовал русификационной политике, добивался компенсации имущественного ущерба, нанесённого российскими властями Католической церкви, в частности, реквизициями костёлов, монастырей, земельных участков. Вследствие выдвинутых обвинений в неприемлемой для духовного лица политической активности, в стремлении полонизировать литовцев и белорусов в Северо-западном крае, в организации массового перехода из православия в католичество был выслан из Вильны осенью 1907 года и был вынужден провести несколько недель в монастыре при церкви Святой Екатерины в Санкт-Петербурге, затем десять лет под надзором в имении своего брата.
После Февральской революции Роппу было позволено возвратиться из ссылки в Петроград. Принимал участие в Первом и учредительном соборе участник Первого и учредительного собора 1917 года в Петрограде Российской католической церкви византийского обряда в мае 1917 года. 25 июля 1917 года папа Бенедикт XV назначил Эдварда фон Роппа новым архиепископом-митрополитом Могилёва. В условиях Гражданской войны в России и угрозы немецкой оккупации Петрограда принял решение о переводе Санкт-Петербургской духовной академии в Люблин. Перевод, осуществлявшийся как временный, оказался постоянным, на базе эвакуированной академии возник Католический университет Люблина.
После Октябрьской революции протестовал против репрессий советской власти, в частности реквизиции церковного имущества. В 1919 году был арестован и выслан в Варшаву. Скончался в Познани в 1939 году. В 1983 году останки митрополита фон Роппа перенесены в Белосток, где захоронены в кафедральном соборе.